# UJ-22 Airborne
L'UJ-22 Airborne est un aéronef sans pilote polyvalent fabriqué par la société ukrainienne UkrJet. Il est capable d’emporter des bombes aériennes non guidées (obus de mortier de 82 mm) pour attaquer les soldats, les véhicules blindés et les cibles au sol. Il a été présenté pour la première fois le 16 juin 2021 au salon international de l’armement « Armes et sécurité » 2021.

## Spécifications
- Portée avec transmission de données en temps réel : 100 km
- Autonomie maximale (hors ligne) : 800 km
- Masse maximale au décollage : 85 kg
- Longueur totale : 3,3 m
- Envergure : 4,6 m
- Moteur : à essence deux temps
- Vitesse du drone :
  - de croisière : 120 km/h
  - maximum : 160 km/h
  - minimum : 90 km/h
- Altitude de vol :
  - minimale : 50 m
  - maximale : 6000 m
- Durée maximale du vol : 7 heures
- Durée maximale de fonctionnement du NSO : 24h/24 et 7j/7
- Plage de température de fonctionnement : -40/+50°C
- charge utile : jusqu’à 20 kg
- Temps moyen de déploiement du drone en état de fonctionnement : 10 min
- Temps moyen de repliage du drone pour le transport : 5 min
- Temps moyen de préparation du drone pour le lancement : 3 min
- Décollage et atterrissage à partir de sites avec différents types de couverture : oui
- Conditions météorologiques d’utilisation : simples et complexes
- Équipage externe : 4 personnes

## Utilisation
Le 28 février 2023, il a été signalé qu’un drone avait été retrouvé près du village de Gubastovo (près de la ville de Kolomna) dans la région de Moscou, à 460 km de la frontière avec l’Ukraine. Il a été identifié comme étant un UJ-22 Airborne ukrainien. Le site du crash est situé à environ 100 km de Moscou,.